# Henry Somerset (1. markiz Worcester)

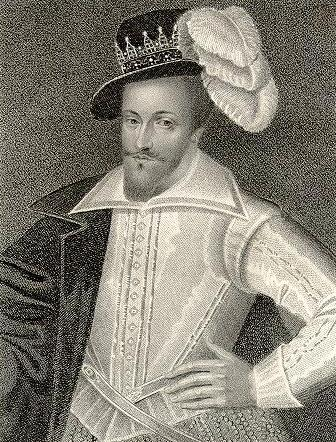
Markiz Worcester

Henry Somerset, 1. markiz Worcester (ur. ok. 1576, zm. 18 grudnia 1646 w Londynie) – angielski arystokrata, syn Edwarda Somerseta, 4. hrabiego Worcester, i lady Elizabeth Hastings, córki 2. hrabiego Huntingdon.

## Życiorys
Somerset kształcił się w Magdalen College na Uniwersytecie Oksfordzkim, który ukończył w 1591 r. Po śmierci starszego brata Williama ok. 1597 r. został dziedzicem tytułów ojcowskich. Od tamtej pory nosił tytuł lorda Herbert. Po śmierci ojca w 1628 r. odziedziczył tytuł 5. hrabiego Worcester i zasiadł w Izbie Lordów. W latach 1626–1629 był Lordem Namiestnikiem hrabstw Glamorgan i Monmouthshire. Za wsparcie finansowe króla Karola I podczas wojny domowej otrzymał 2 listopada 1642 r. tytuł markiza Worcester.
16 czerwca 1600 r. w Ludgate poślubił Anne Russell (ok. 1584 – 8 kwietnia 1639), córkę Johna Russella, 3. barona Russell, i Elizabeth Cooke, córki sir Anthony'ego Cooke'a. Z małżeństwa narodziło się dziewięciu synów i cztery córki, m.in.:
- Edward Somerset (9 marca 1602/1603 – 3 kwietnia 1667), 2. markiz Worcester,
- John Somerset, ożenił się z Mary Arundell, nie miał dzieci,
- Elizabeth Somerset (ok. 1618 – 9 maja/8 grudnia 1684), żona Francisa Browne'a, 3. wicehrabiego Montagu, miała dzieci.

Zmarł w 1646 r. Został pochowany w kaplicy św. Jerzego w zamku Windsor. Jego następcą został jego najstarszy syn.